# Chase Meridian
Chase Meridian  es un personaje de ficción que apareció por primera vez en la película Batman Forever de Joel Schumacher. Fue interpretada por Nicole Kidman. El personaje es el único interés amoroso de Batman en la serie de películas dirigidas por Tim Burton y Joel Schumacher que no aparece en los cómics.

## Desarrollo
Chase fue creada específicamente para la película por los guionistas Janet y Lee Batchler, ya que pensaron que sería más interesante que Bruce Wayne saliera con una psicoanalista en lugar de buscar a una típica mujer de la alta sociedad de los cómics. El guionista Akiva Goldsman intentó hacer que el personaje fuera más sexy en borradores posteriores. Kidman describió al personaje como una "psicóloga criminalística que tiene una especie de cabello rubio perfecto y labios rojos y usa este tipo de vestidos negros ajustados. Así que es una dicotomía: tienes al psicólogo criminal que se viste como Jessica Rabbit".
Rene Russo fue elegida originalmente para este personaje mientras Michael Keaton todavía estaba decidido a interpretar a Batman. Sin embargo, cuando Burton fue relegado como productor, Joel Schumacher, a quien Burton aprobó como director, este introdujo varios cambios a la franquicia, que disgustaron a Keaton quien finalmente renunció y se decidió elegir a un Batman más joven, siendo reemplazado finalmente por Val Kilmer, y decidió que Russo era demasiado mayor para actuar junto a un Batman más joven. Durante la selección del reparto, Robin Wright rechazó el papel, mientras que Sandra Bullock, Jeanne Tripplehorn y Linda Hamilton también fueron consideradas. Schumacher sintió que Kidman era perfecta para el personaje, aunque Warner Bros. fue cauto y la calificó de "no lo suficientemente sexy".

## Biografía del personaje
Chase es una psicóloga que trabaja con la policía de Gotham y se enamora tanto de Batman como de Bruce Wayne, ignorando inicialmente que son la misma persona. Con Bruce Wayne, ella es la profesional perfecta ayudando a Bruce a analizar una serie de amenazas desconcertantes disfrazadas de adivinanzas que le envía Riddler. Mientras que con Batman, por otro lado, ella baja la guardia y expresa su atracción por él. Ella invoca a Batman con la Bat-Señal, y cuando Batman llega, ella le dice que lo ve como el tipo de hombre que ella quiere. Ella pasa sus dedos por el pecho de su traje, y él intenta irse porque teme sentirse atraído por ella, pero ella lo detiene y se quita el abrigo para revelar lencería negra. Él no puede resistirse a ella, y ella está a punto de besarlo, solo para ser interrumpido por el Comisionado Gordon. Batman, sin embargo, está molesto porque la Bat-Señal se usó como un simple "buscador". Bruce luego convence a Chase para que lo acompañe a un espectáculo de circo. Allí, ambos presencian el asesinato de tres de los cuatro Voladores Grayson (una familia de acróbatas) cuando Dos Caras dispara las cuerdas que los mantienen en el aire mientras intentan quitar una bomba del edificio.
En la fiesta del Ritz de Gotham, Chase se convierte en el objetivo de uno de los matones de Two-Face. Batman la salva y ella lo besa apasionadamente frente a una multitud de espectadores. Cuando Chase, desnuda y solo envuelta solo en una sábana blanca de seda, se enfrenta al Caballero Oscuro en su balcón, finalmente elige a Bruce sobre Batman.
Más tarde, descubre de que Bruce es Batman después de que la invita a su mansión y le cuenta cómo encontró la cueva compartiendo ambos un beso, y es secuestrada por Riddler y Dos Caras en una trampa diseñada para hacer que Batman elija entre ella y Robin. En la guarida de Riddler, está encadenada al sofá antes de que Batman llegue y cuando dice que Batman vendrá por ella, a lo que Riddler afirma que "cuenta con ello" y la anestesia. Ella y Robin son colocados en frascos de vidrio, atados y amordazados, sobre un pozo de agua y púas de metal, y Riddler puede liberarlos con solo tocar un botón. Planea determinar si Batman y Bruce Wayne pueden coexistir, si Batman salvará el amor de Bruce o al compañero del Caballero Oscuro, pretendiendo que Bruce dé su vida a cambio de ambos. Batman los salva a ambos después de distraer a Riddler dándole un acertijo y destruyendo su dispositivo para absorber ondas cerebrales. Batman salta tras ellos y logra levantarlos a ambos sobre unas vigas y posteriormente Chase promete mantener su identidad en secreto. Ella visita a Riddler después de que él grita en el asilo que conoce la identidad de Batman, pero cuando ella le pregunta, él dice "soy yo" y demuestra que ha hecho alas de murciélago con su ropa, aún obsesionado con Bruce. Fuera de Arkham, Chase se encuentra con Bruce y dice que su secreto está a salvo mientras comparten un beso. Luego se sube a un auto con Alfred mientras Batman y Robin se van a patrullar Gotham, mientras le pregunta a Alfred si alguna vez terminará.
Su nombre es un juego de palabras; como psicóloga enamorada de Bruce Wayne / Batman, está constantemente "persiguiendo" el "medio" psicológico de su amante, buscando reconciliar sus dos mitades en un amante completo. En una entrevista, Kidman comentó que disfruta interpretando a Meridian como una damisela en apuros, ya que le dio experiencia para roles similares en el futuro.

### Otras versiones
- - Una versión de la Dra. Chase Meridian es presentada en la continuidad del universo DC con la historia de Herded Limits en Leyendas del Caballero de la Noche durante "The New 52". El personaje se reinventa visualmente como una mujer pelirroja y de piel oscura para evitar pagarle a Nicole Kidman por el uso de su imagen.[6] Ella regresa en el evento Sombras del Murciélago del arco argumental Frotera Infinita como investigadora en la Torre Arkham bajo el control de Psycho Pirate.[7]
  - Otra versión de la Dra. Chase Meridian aparece en el episodio Más dinero, más problemas de la serie Gotham Knights interpretada por Grace Junot. Harvey Dent va a verla porque teme estar volviéndose como su padre y donde ambos tienen un trastorno de doble personalidad.